# Hästvedaprosa
Hästvedaprosa var en nedsättande beteckning för den mera lättlästa kansli- och lagstil som statsrådet Sven-Eric Nilsson från Hästveda verkade för i mitten av 1960-talet.

## Bakgrund
Sven-Eric Nilsson var jurist och konsultativt statsråd i Sveriges regering 1964–1973. Han var född och uppvuxen i Hästveda i norra Skåne och kallades själv ofta bara ”Hästveda”. Som statsråd hade han bland annat till uppgift att låta granska språket i nya lagtexter och myndighetsinstruktioner. Ambitionen var att förenkla och modernisera kansli- och lagspråket, så att det lättare kunde begripas av den vanlige medborgaren. I ett anförande vid en konferens 1966 förklarade han syftet med reformarbetet och framhöll att den ”mottagande parten har rätt att ställa ett absolut krav på att han skall kunna begripa vad som sägs till honom, och det utan hjälp av andra”.

## Rekommendationer
Statsrådsberedningen gav 1963 ut en promemoria med språkliga rekommendationer för propositioner, en pm som omarbetades 1965 i samråd med Institutet för svensk språkvård. 1967 kom skriften Språket i lagar och andra  författningar. Den hade utarbetats av Georg Ericsson, rättschef vid statsrådsberedningen, och Bertil Molde, chef för Institutet för svensk språkvård. Skriften innehöll råd om hur man skrev begriplig sakprosa och tog bland annat upp:
- ordval (exempel: undvik föråldrade ord)

- ordformer (exempel: undvik pluralformer av verb)

- sats- och ordfogning (exempel: undvik långa inskjutna bisatser)

Den gav också många konkreta exempel på hur olämpliga formuleringar kunde ersättas av enklare uttryck utan att betydelsen förändrades:
- avlägga besök hos / besöka

- anställningshavare / anställd eller arbetstagare

- framlägga förslag om / föreslå

## Kritik och beröm
Sven-Eric Nilsson, som ledde reformarbetet, fick ta emot både kritik och beröm. Kritiken gällde inte så mycket den nya stilen i sig som språkliga omarbetningar av tämligen nya texter. När riksdagens konstitutionsutskott behandlade regeringens arbete 1966, ville de borgerliga ledamöterna rikta kritik mot det stora antalet ändringar i nya instruktioner till statliga myndigheter. Man menade att det arbete som lagts ned på ändringar i instruktionerna fått en alldeles för stor omfattning och även medfört omfattande arbete i efterhand hos myndigheterna. Man kallade språkändringarna ”en arbetsuppgift av ytterst ringa angelägenhetsgrad” och fann det anmärkningsvärt att ”Kungl. Maj:ts kansli över huvud haft tid till ett arbete av ifrågavarande slag”. Den socialdemokratiska majoriteten i utskottet beslöt dock att det inte fanns skäl till kritik.
Vid den följande debatten i riksdagen utvecklade borgerliga ledamöter sin kritik. Man menade att jurister och andra ibland blivit osäkra på om förändringarna i texten enbart var av språklig natur eller även saklig. Vidare ansågs det ”besynnerligt att regeringen, som sagt sig ha så mycket att göra, ändå kan låta ett statsråd ägna så mycken tid till varjehanda ändringar, vilka i sin tur ger upphov till stora tidsförluster och kostnader i form av inläsning och följdändringar i en hel rad stadgor”. Socialdemokraten Karl-Gustav Andersson försvarade regeringen, bland annat genom att citera borgerliga dagstidningar. Tidningen Expressen menade att de borgerliga inte hade haft mycket att kritisera regeringen för om man inte också tog upp ”statsrådet Nilssons ’hästvedaprosa’. Det bekräftar ytterligare hela aktionens larvighet.”
Sven-Eric Nilsson var inte alltid populär bland jurister och bland tjänstemän i regeringskansliet. Det var sannolikt här som ordet ”hästvedaprosa” myntades. Justitierådet C. G. Hellquist hörde till kritikerna. Han trodde inte att en ändrad lagstil nämnvärt kunde hjälpa den stora allmänheten att förstå en lag. Dessutom gjorde ändringarna att det kunde bli oklart om det bara var språket som förändrats eller om även sakinnehållet blivit annorlunda. Det fanns också många som berömde det nya språket. Folkpartisterna Gunnar Helén och Gabriel Romanus försvarade i en riksdagsmotion hästvedaprosan. Expressen och andra stora dagstidningar var positiva. Språkvetaren Erik Wellander recenserade statsrådsberedningens promemoria Språket i lagar och författningar: ”Arbetet kan varmt anbefallas våra myndigheters skribenter på alla nivåer till läsning och prövning”.
Sven-Eric Nilsson själv avfärdade tjänstemännens oro: ”Det tar emot att ändra sitt skrivsätt – till på köpet skall vi nu uttrycka oss enklare, så att alla förstår! Innebär det inte – frågar en del sig med ängslan och oro – att vår status sjunker?”.